# Punhos Harmoniosos e Justiceiros
Os Boxers, oficialmente conhecidos como a Sociedade dos Punhos Justos e Harmoniosos (chinês tradicional: 義和拳, chinês simplificado: 义和拳, pinyin: Yìhéquán, Wade–Giles: I-Ho Ch'üan) entre outros nomes, eram uma sociedade secreta chinesa baseada no norte da China que realizou o Levante dos Boxers de 1899 a 1901. O movimento era formado por grupos independentes de aldeias locais, muitos dos quais mantiveram seus membros em segredo, tornando difícil estimar o número total de participantes, mas pode ter incluído até 100.000. Eles originalmente atacaram a Dinastia Qing, mas logo o convocaram para resistir à influência estrangeira. No verão de 1900, grupos de boxeadores destruíram propriedades estrangeiras, como ferrovias e telégrafos, e assassinaram missionários cristãos e cristãos chineses. Eles então apoiaram a imperatriz viúva na resistência à invasão estrangeira resultante, que quase destruiu o grupo e acabou com a rebelião, embora alguns membros continuassem em outros grupos em toda a China.

## Nomes
No mundo de língua inglesa, o grupo passou a ser conhecido como os "Boxers", devido à prática de artes marciais chinesas por seus integrantes, na época chamada de "boxe chinês".   Embora o grupo existisse desde meados da década de 1880, foi relatado pela primeira vez externamente como o "Grupo de Retidão Nacional" (chinês tradicional: 義民會, chinês simplificado: 义民会, pinyin: Yìmínhuì, Wade–Giles: I-Min Hui) em um relatório Qing de 1899 com a intenção de resolver os distúrbios no Xantum e províncias de Zhili.  Isso é posteriormente esclarecido em um relatório de acompanhamento como tendo sido um erro e que o nome real é de fato " Liga da Harmonia e Justiça" (chinês tradicional: 義和團, chinês simplificado: 义和团, pinyin: Yìhétuán, Wade–Giles: I-Ho T'uan), traduzido alternativamente como "Milícia Unida na Justiça”. Durante 1898, o grupo era conhecido como Plum Blossom Fists (chinês: 梅花拳, pinyin: Méihuāquán, Wade–Giles: Mei-Hua Ch'üan), embora esse nome não fosse usado em 1899 e depois.  Em publicações inglesas mais recentes, o nome do grupo de 1899, traduzido como "Sociedade de Punhos Justos e Harmoniosos" ou "Punhos de Harmonia e Justiça" (chinês tradicional: 義和拳, chinês simplificado: 义和拳, pinyin: Yìhéquán, Wade–Giles: I-Ho Ch'üan),  tende a ser usado sobre o nome baseado em yìhétuán. O grupo às vezes também é conhecido em inglês por qualquer um de seus nomes chineses, com publicações mais recentes tendendo a usar Pinyin e publicações mais antigas usando Wade-Giles ou outros sistemas. 

## Origens

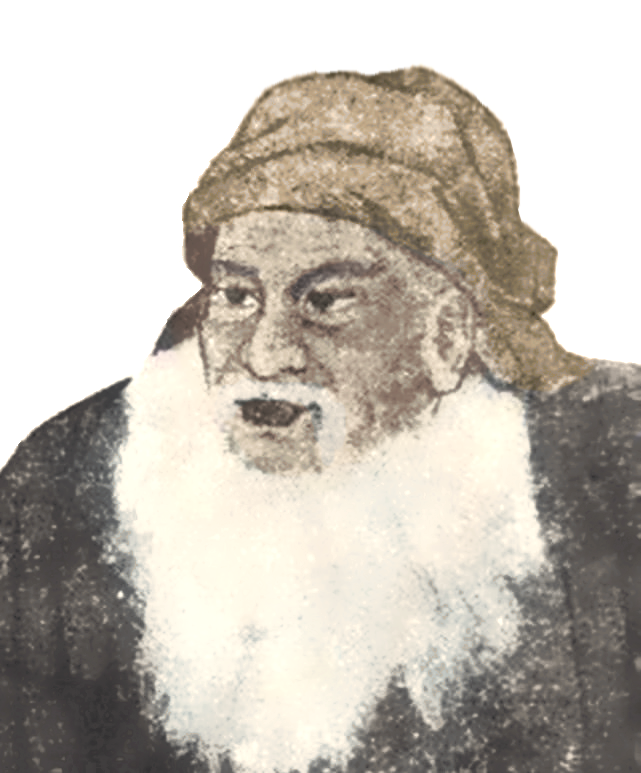
Zhang Decheng um dos lideres dos Boxers

Durante o governo da dinastia Qing, sociedades secretas não estatais, como a Sociedade das Espadas Grandes ou a Lótus Branco, muitas vezes exerceram influência e força significativas. Esses grupos frequentemente se aproveitavam, por meio de membros armados, da falta de ordem imperial em muitas áreas da China, juntamente com a corrupção desenfreada que permitia que as sociedades funcionassem mesmo em áreas bem controladas.
O boxe Yi-he, como mais tarde foi praticado pelos Punhos de Harmonia e Justiça, é muito anterior ao movimento. Em 1779, o governo Qing já investigava rumores de que um homem chamado Yang praticava esse estilo de artes marciais no condado de Guan, Xantum, embora as autoridades estaduais não pudessem confirmar isso na época. 

Embora o movimento Boxer tenha se originado em Shandong e Hebei com a intenção de diminuir a influência governamental em toda a China por meio da violência, o grupo rapidamente incluiria sua diretriz para tentar eliminar também toda influência estrangeira, que se considerava na época já ter penetrado no império imperial. governo. O grupo nesta época estava profundamente associado a outras sociedades secretas em seus esforços para eliminar os cristãos, como pode ser visto no 4 de julho de 1896 com ataques a missionários alemães nas regiões de Shandong Ocidental que mais tarde foram controladas pelos Boxers. 

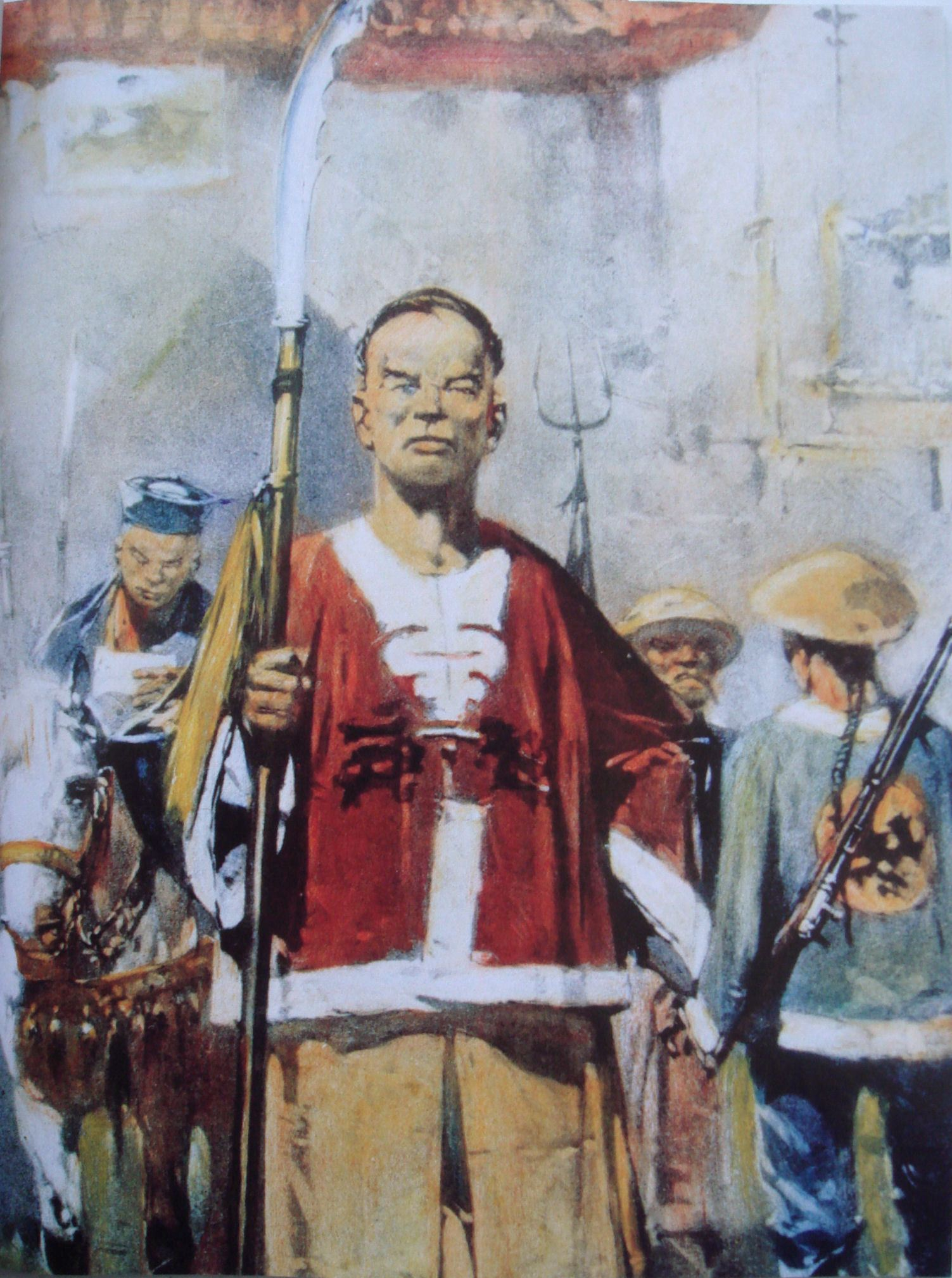
Boxers, desenhado por Johannes Koekkoek cerca do ano de 1900.

O movimento começou nessas áreas em meados da década de 1880 como vários grupos com objetivos semelhantes, liderados por influências locais como Zhang Decheng em Hebei e Zhu Hongdeng em Shandong, ambos liderando grupos pequenos, mas dedicados diretamente sob seu controle pessoal. Esses pequenos grupos serviram como executores locais dos esforços dos Boxers para controlar a população, para reduzir a influência tanto do governo Qing quanto dos estrangeiros, principalmente os cristãos.
Durante 1898, os grupos Boxer anteriormente separados em Shandong e Hebei cairiam sob uma liderança muito mais direta, com o estabelecimento de uma estrutura no grupo na forma de fileiras. Isso também envolveria a renomeação do grupo para "Plum Blossom Fists". No entanto, a mudança de nome não foi usada depois de 1898, com o nome "Fists of Harmony and Justice" usado em seu lugar. 
em 23 de maio de 1898, uma investigação foi feita pelo imperador Guangxu sobre distúrbios na região fronteiriça de Shandong-Zhili por um suposto "Grupo de Retidão Nacional", com a possibilidade de 10.000 Soldados Boxer sob comando de grupo nesta região. Um representante da monarquia, Zhang Rumei, seria enviado junto com um exército para reprimir qualquer agitação na região. O resultado da reunião não foi negativo, com Zhang relatando que não havia problemas na região, juntamente com relatórios mais precisos sobre os números menores do grupo.
O movimento era composto principalmente por camponeses, aos quais se somavam jovens ociosos, artesãos arruinados e trabalhadores demitidos.  Alguns recrutas Boxer eram soldados imperiais desmobilizados e milicianos locais. 

## Conflito

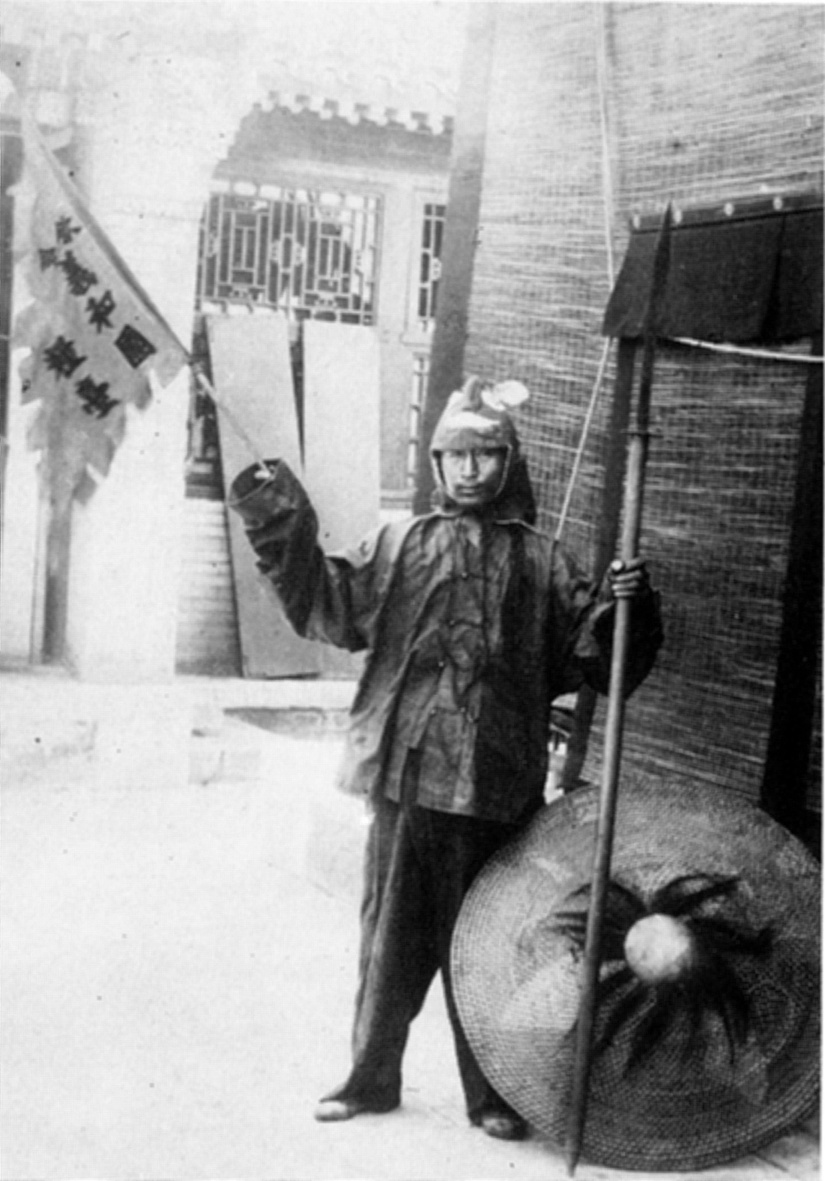
Boxer em 1900

Em março de 1898, os Boxers começaram a agitar a população nas ruas com o slogan "Apoie os Qing, destrua os estrangeiros!". Seu principal líder era Cao Futian.  Outros líderes na província de Zhili foram Liu Chengxiang e Zhang Decheng.
Depois de uma batalha com as tropas imperiais em outubro de 1899, os Boxers se concentraram principalmente em missionários e atividades cristãs, pois eram considerados "manchando a pureza da cultura chinesa". O governo Qing estava dividido sobre como reagir às atividades do Boxer. O elemento conservador do tribunal era a favor deles. O príncipe Duan, um fervoroso defensor de sua causa, marcou um encontro entre Cao e a imperatriz viúva Cixi.  Na reunião, o príncipe herdeiro até vestiu um uniforme Boxer para mostrar apoio. 
No início de junho de 1900, cerca de 450 homens da Aliança das Oito Nações chegaram a Pequim para proteger as legações estrangeiras sitiadas pelos Boxers e pelo Exército Imperial, no que foi o Cerco das Legações Internacionais. Os Boxers estavam no auge, agora apoiados por alguns elementos do Exército Imperial. Eles mudaram seu slogan para "Apoie os Qing, destrua os estrangeiros!". 
Os Boxers multiplicaram suas ações assassinas contra estrangeiros e cristãos chineses. Em Pequim, os Boxers foram oficialmente colocados sob o comando de membros da Corte, como o príncipe Duan. Durante a Rebelião, os Boxers, lutando contra as tropas da Aliança das Oito Nações com armas de combate corpo a corpo ou mesmo com as próprias mãos, foram dizimados. Após o conflito, Cixi ordenou a repressão dos Boxers restantes, na tentativa de acalmar as nações estrangeiras. 